# Georg Leber
Georg Leber (Beselich, 7 ottobre 1920 – Schönau am Königssee, 21 agosto 2012) è stato un sindacalista e politico tedesco.
Dopo la seconda guerra mondiale, fu coinvolto nell'attivismo sindacale nel settore delle costruzioni, poi fu eletto deputato federale per l'Assia nel Bundestag nel 1957. Nove anni dopo, fu nominato ministro federale dei trasporti nella grande coalizione di Kurt Georg Kiesinger. Il suo portafoglio si è fuso con il Ministero federale delle poste e delle telecomunicazioni nel 1969, quando Willy Brandt ha formato la coalizione social-liberale, ma ha dovuto rinunciare nel 1972 per sostituire Helmut Schmidt come ministro federale della difesa.
In questa posizione, si guadagnò il soprannome di "padre dei soldati", a causa della sua grande popolarità con il personale militare, e assicurò l'effettiva apertura delle prime due università dell'esercito federale. Si dimise nel 1978, contro il parere di Schmidt, che era diventato cancelliere federale, al fine di assumersi le conseguenze dello spionaggio illegale del suo segretario da parte del controspionaggio militare. L'anno seguente fu eletto vicepresidente del Bundestag e rimase tale per quattro anni, dopo di che si ritirò dalla vita politica.

## Biografia

### Famiglia, gioventù e impiego sindacale
Figlio di un muratore, sposò Erna-Maria Wilfing nel 1948, con la quale ebbe un figlio, Manfred. Sua moglie è morta nel 1984. Ha vissuto a Schönau am Königssee, in Baviera, con la sua nuova moglie.
Dopo essersi diplomato alla scuola elementare di Obertiefenbach, ha imparato la professione di muratore. Dopo aver prestato servizio nella Luftwaffe durante la seconda guerra mondiale, Leber si unì alla SPD nel 1947.
Di religione cattolica, ha fatto parte del comitato centrale dei cattolici tedeschi (ZDK).
Nel 1949 fu eletto segretario della filiale del sindacato di Limburg an der Lahn IG Bau-Steine-Erden e tre anni dopo ricoprì l'incarico di direttore del quotidiano sindacale Der Grundstein. Nel 1955, subentrò come secondo presidente del sindacato IG Bau-Steine-Erden e infine lo diresse nel 1957, mantenendo questo incarico fino al 1966.

### Deputato al Bundestag
Nel 1957 fu eletto al Bundestag, di cui rimase membro fino al 1983.

### Ministro
Nel 1966 fu nominato Ministro dei trasporti nella coalizione di SPD/FDP. Mantenendo questo incarico, nel 1969 ha anche accettato l'incarico di Ministro delle poste e delle telecomunicazioni.

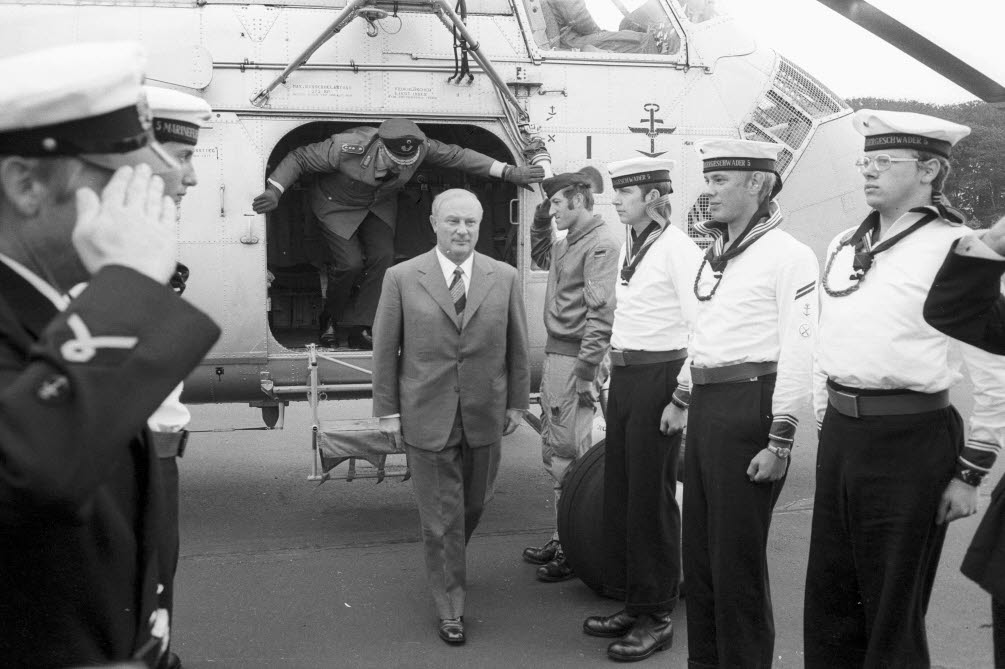
Il ministro della Difesa Georg Leber visita lo squadrone dell'aviazione navale (MFG) 5 a Holtenau, 13 luglio 1972.

Nel 1972, si dimise da entrambi gli incarichi per sostituire Helmut Schmidt come ministro della difesa della Germania occidentale. Furono aperte scuole militari a Monaco e Amburgo. La sua popolarità fu piuttosto elevata, sebbene nei primi mesi di leadership del ministero, il politico dovette affrontare problemi e la necessità di decisioni difficili. L'11 settembre 1972, pochi giorni dopo l'attacco terroristico condotto dal gruppo Settembre Nero, fu registrato un aereo non identificato nel cielo che non rispondeva alle richieste da terra. L'aereo volò chiaramente a Monaco, dove in quel momento si stava svolgendo la cerimonia di chiusura dei XX Giochi Olimpici. La probabilità di un attacco terroristico era alta e il ministro ha dovuto affrontare una scelta difficile. Solo un paio di minuti prima che fosse dato l'ordine di abbattere l'aereo, fu ripristinata la comunicazione con i piloti. Si è scoperto che aveva un malfunzionamento dell'elettronica di bordo.
Il 29 novembre 1973 annunciò in una dichiarazione del governo al Bundestag tedesco una nuova strategia per lo sviluppo del Bundeswehr. Come parte di questa strategia, l'esercito si espanse in modo significativo. Le forze di terra hanno ricevuto ulteriori tre brigate. Dal 1975, per la prima volta, alle donne è stato permesso di diventare ufficiali medici.
Si dimise il 15 febbraio 1978 contro la volontà del cancelliere federale Helmut Schmidt, assumendosi così la responsabilità dell'uso dei sistemi di ascolto nella costruzione dell'Agenzia militare di controspionaggio. Come si è scoperto più tardi, queste accuse erano errate. Il ministro venne a conoscenza dell'"intercettazione" illegale solo all'inizio del 1978, ma riferì al Bundestag solo dopo la scandalosa pubblicazione sulla rivista "Quick".
Nel 1979-1983, è stato vicepresidente del Bundestag.
Muore il 21 agosto 2012, all'età di 91 anni, è stato sepolto nel cimitero degli altopiani di Berchtesgaden.

## Opere
- Vermögensbildung in Arbeitnehmerhand – Ein Programm und sein Echo. Dokumentation in 4 Bänden, Europäische Verlagsanstalt, Frankfurt am Main 1964.
- Programm zur Gesundung des deutschen Verkehrswesens. Presse- und Informationsamt der Bundesregierung, Bonn 1967.
- Vom Frieden. Seewald Verlag, Stuttgart 1979, ISBN 3-512-00571-3.